# Грань (геометрія)
Грань (у стереометрії) — плоска поверхня, яка є частиною межі геометричного тіла; плоскі багатокутники, які обмежують многогранник, називаються його гранями.
Також гранями називаються дві півплощини, які утворюють двогранний кут.

## Багатокутні грані
Отже, в елементарній геометрії основне визначення: грані — плоскі (двовимірні) багатокутники, які обмежують многогранник.
Іншою назвою для багатокутної грані є сторона багатокутника. В багатьох слов'янських мовах грань — стінка (стіна): пол. ściana, болг. стена, чеськ. stěna, словац. stena. Близьким поняттям до грані є плитка — елемент теселяції на евклідовій площині.
| Куб має 3 квадратні грані при вершині. | Малий зірчастий додекаедр) має 5 пентаграмних граней при вершині. Можна розглядати також трикутні грані. | Квадратне замощування в евклідовій площині має 4 грані (плитки) при вершині. | Замощування п'ятірками квадратів гіперболічної площини має 5 квадратних граней (плиток) при вершині. | Тесеракт має 3 квадратні грані при ребрі. |